# تاتایورت
تاتایورت (به لاتین: Tatayurt) یک منطقهٔ مسکونی در روسیه است که در شهرستان بابایورتوفسکی واقع شده‌است.